# Tuzluca
Tuzluca (en arménien Կողբ, Koghb) est une ville et un district de la province d'Iğdır dans la région de l'Anatolie orientale en Turquie.

## Personnalités nées à Tuzluca
- Eznik de Kolb
- Mehmet Hakkı Suçin, traducteur littéraire y est né en 1970